# Prix Gulli du Roman
Le prix Gulli du Roman est un prix littéraire annuel qui est décerné depuis 2012 par la chaîne de télévision jeunesse Gulli pour inciter les enfants de 8 à 13 ans à lire des œuvres littéraires. Il était attribué à l'auteur d'un roman jeunesse par un jury présidé par des personnalités de la culture française.

## Lauréats
- 2012 : Paul Eyghar, pseudonyme de Patrick Manoukian pour Les Bertignac (T. 1) L'homme à l'oeil de diamant (Éditions Hugo & Cie)
- 2013 : Evelyne Brisou-Pellen pour Le manoir (Bayard)
- 2014 : Paul Beorn et Silène Edgar pour 14-14 (Castelmore)
- 2015 : Roland Godel pour Dans les yeux d'Anouch (Gallimard Jeunesse)
- 2016 : Pascal Prévot (1961-....) pour Théo chasseur de baignoires en Laponie (Rouergue)
- 2017 : Manu Causse et Séverine Vidal pour Nos cœurs tordus (Bayard Jeunesse)
- 2018 : Véronique Petit (1967-....) pour Le mot d'Abel (Rageot)
- 2019 : Sarah Turoche-Dromery (1973-....) pour Sam de Bergerac (Thierry Magnier)
- 2020 : Timothée de Fombelle et François Place pour Alma, Le vent se lève (Gallimard Jeunesse)
- 2021 : Michel Bussi pour Le grand voyage de Gouti
- 2022 : Stéphane Sénégas pour Silex
- 2023 : Emmanuel Bergounioux pour Bijou est ronchon
- 2024 : Amélie Javaux pour Ma famille (dé)connectée